# Rick Steiner
Robert Rechsteiner(født 9. marts 1961) bedre kendt under ringnavnet Rick Steiner, er en amerikansk wrestler, der er mest kendt for sine optrædener hos National Wrestling Alliance (1988), World Championship Wrestling (1988-1992, 1996-2001), World Wrestling Federation (1992-1994) og Total Nonstop Action Wrestling (2002-2008), både som single-wrestler og som den ene del af tagteamet Steiner Brothers med sin lillebror Scott Steiner.
Steiner Brothers vandt ni VM-titler sammen som et tagteam. Syv gange vandt brødrene WCW World Tag Team Championship i World Championship Wrestling, og to gange vandt de WWF World Tag Team Championship i World Wrestling Federation. Rick Steiner arbejdede for wrestlingorganisationen TNA indtil januar 2008 og har siden wrestlet af og til hos forskellige mindre organisationer.